# Vale da Moqueca
O Vale da Moqueca é um movimento independente que nasceu no Espírito Santo , inspirado no conceito do Vale do Silício, que reúne empresários, profissionais liberais e estudantes em prol de incentivar a inovação no Estado. O objetivo é formar um ecossistema inovador e disruptivo, propício para o fortalecimento dos negócios e atração de novos investimentos aproveitando o potencial logístico, a riqueza cultural, o espírito colaborativo, a essência empreendedora e a diversidade local do Espírito Santo. 
O movimento está centralizado na Região Metropolitana de Vitória, delimitando com isso um território para fortalecer, atrair investimentos e receber novas empresa. Esse trabalho vem sendo sustentado em três pilares: iniciativa privada, acadêmica e governo. Seus idealizadores fomentam, em nome do movimento, políticas públicas voltadas para mobilidade urbana, turismo e navegação de internet em locais públicos na região que abarca o Vale da Moqueca, beneficiando com isso as empresas e a comunidade local. Com isso, o Espírito Santo poderá ser incluído no grande eixo de desenvolvimento tecnológico do Sul/Sudeste.
Sem base fixa e nem CNPJ, o Vale da Moqueca é um movimento que favorece a união de empresas, com o apoio de outros setores da sociedade, para trocar ideias e se fortalecer a fim de atrair mais investimentos e incentivos fiscais para o desenvolvimento tecnológico no Espírito Santo . Uma das ações já realizadas por integrantes do grupo foi uma excursão para o Parque Tecnológico BH Tec para conhecer as experiências bem-sucedidas da região para batalhar por elas no Vale da Moqueca.

## Moqueca Capixaba
O nome Vale da Moqueca foi proposto em referência a um dos pratos mais tradicionais do Espírito Santo, a moqueca capixaba, que é preparada na tradicional panela de barro de Goiabeiras. Assim como o prato, o Vale da Moqueca também seria então uma “mistura de ingredientes” que transborda os limites da panela. São atores engajados em transformar o Estado em um ambiente favorável para a economia criativa, inovação em novos negócios e instalação de startups, gerando com isso o que já chamam de “Rota” do Vale da Moqueca.
1. ↑  «Ecossistema Disruptivo Capixaba». Ecossistema Disruptivo Capixaba. Consultado em 10 de outubro de 2018
2. ↑  «Vale da Moqueca: Empresários capixabas se unem para impulsionar economia local». ESHOJE
3. ↑  Varejão, Victoria (1 de setembro de 2018). «Vale da Moqueca: movimento incentivará negócios no Espírito Santo». Gazeta Online
4. ↑  «Vale da Moqueca: empresários visitam ecossistema de inovação mineiro». O Giro ES 24 HORAS
5. ↑  «Vale da Moqueca: empresários criam movimento para impulsionar economia capixaba | SIMNOTÍCIAS». www.simnoticias.com.br. Consultado em 10 de outubro de 2018